# Pfarrhof (Grimmen)

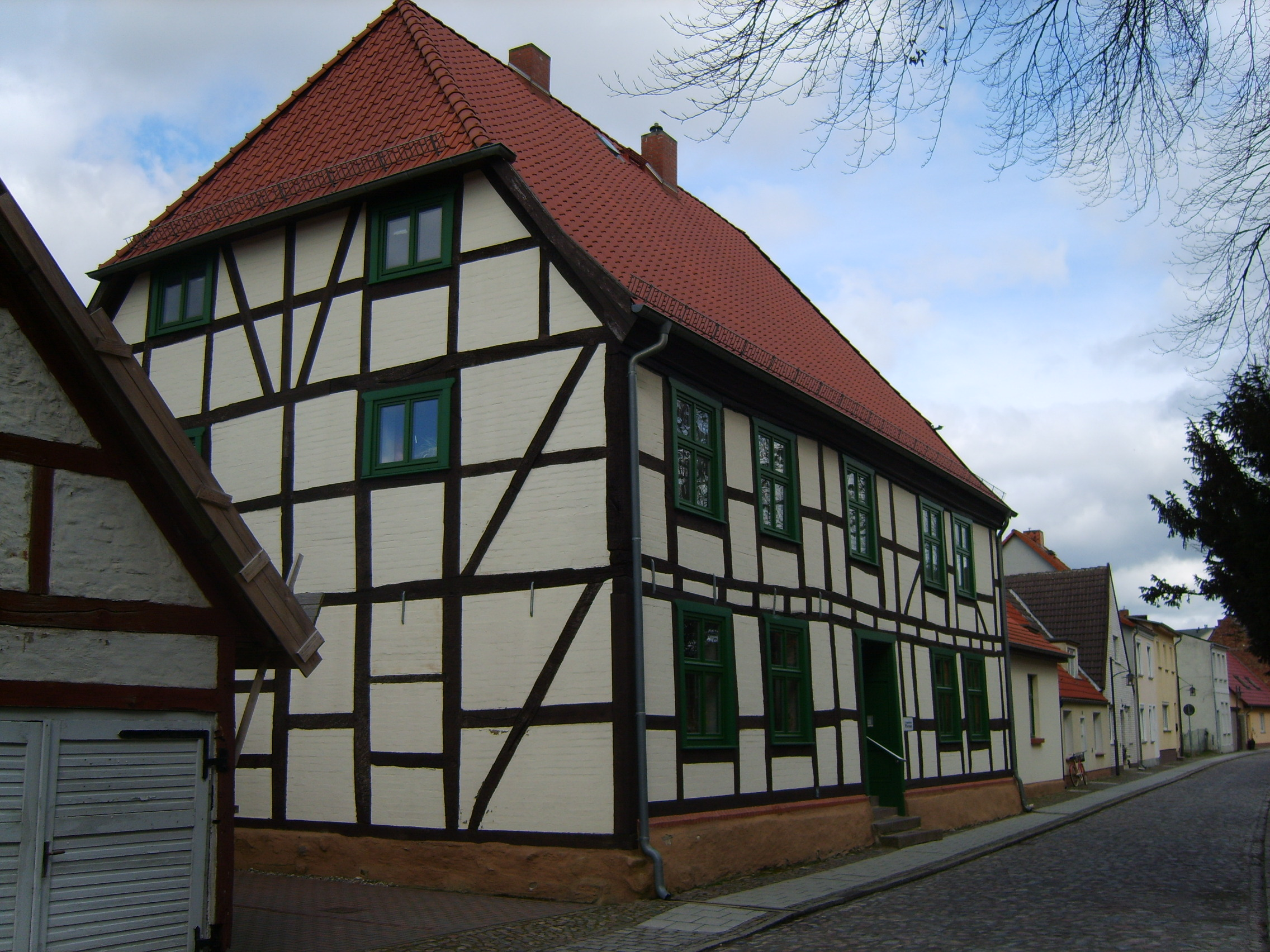

Der Pfarrhof in Grimmen (Mecklenburg-Vorpommern), Domstraße 7, stammt von 1738. Hier ist der Sitz der evangelischen Kirchengemeinde Grimmen mit der benachbarten Marienkirche Grimmen.
Die Gebäude des Pfarrhofs stehen unter Denkmalschutz.

## Geschichte
Grimmen, mit 9489 Einwohnern (2019), wurde 1267 erstmals erwähnt.
Das zweigeschossige Fachwerkgebäude mit einem Krüppelwalmdach und den verputzten Ausfachungen wurde als Wohnhaus der Pfarrer 1738 gebaut. Daneben steht der eingeschossige Stall; heute eine Garage und Nebenraum.
Die Gebäude wurden im Rahmen der Städtebauförderung saniert.